# Свакопмунд
Свакопмунд (англ. , нем. и африк. Swakopmund, гереро Otjozondjii, нама Tsoakhaub) — город в Намибии.

## История
Первым из европейцев район современного Свакопмунда посетил португальский мореплаватель Бартоломеу Диаш, поставивший здесь на побережье падран. В 1793 году в устье реки Свакоп высаживались голландцы. В 1862 году немецкая канонерка Волк (Wolf) подняла над бухтой свой флаг в знак перехода территории под покровительство Пруссии. В сентябре 1892 года германский комиссар по освоению Юго-Западной Африки капитан Курт фон Франсуа основывает здесь поселение и строит порт для принятия прибывающих войск и гражданских переселенцев. Немцы расширили и углубили естественную гавань Свакопмунда для принятия крупнотоннажных судов.
В апреле 1899 года в Свакопмунде вступает в строй международный телеграф. В 1902 начинается строительство деревянного моста через бухту (в 1912 году заменён железным). В 1902 же году была запущена первая в колонии железная дорога, соединившая Свакопмунд и Виндхук. В 1909 Свакопмунд получает городской статус. В 1912 здесь начинает работать радиостанция.
С началом Первой мировой войны в сентябре и октябре 1914 года город неоднократно подвергался орудийному обстрелу со стороны крейсеров британского флота. К концу 1914 Свакопмунд был занят южноафриканскими войсками. С 1919 и по 1990 год Свакопмунд контролировался ЮАР.
Большая часть населения города и поныне (год?) составляют намибийские немцы — потомки первых немецких переселенцев.

## География и климат

### Географические сведения

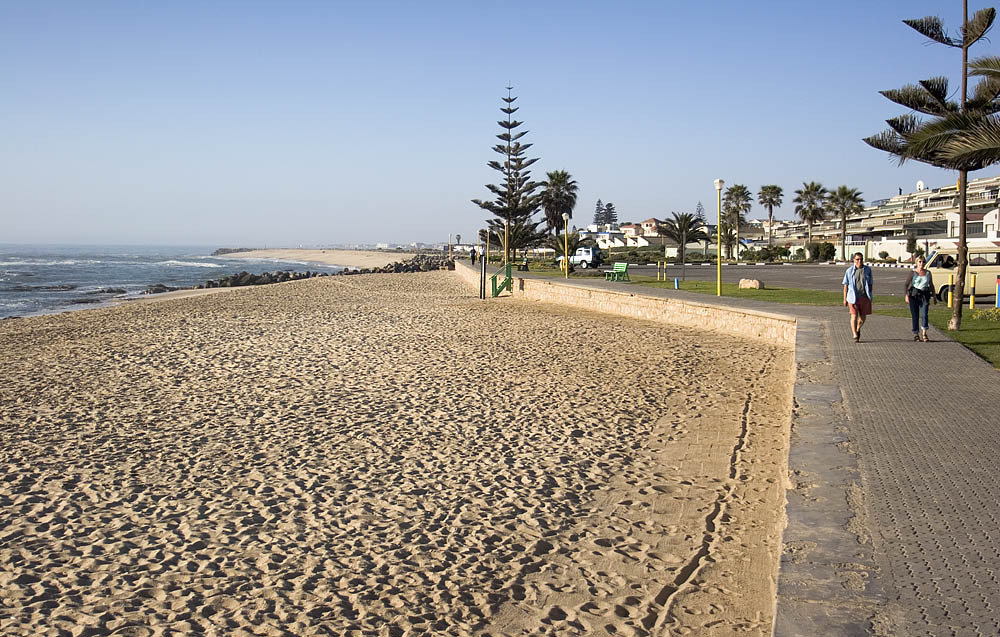
Пляж в черте города

Город Свакопмунд расположен в центральной части атлантического побережья Намибии, севернее впадения в океан реки Свакоп. На суше город окружён песками пустыни Намиб и Берега Скелетов. Неподалёку от него стоит гора Спицкопп.

### Климат
Благодаря влиянию холодного Бенгельского течения в Свакопмунде царит мягкий климат. Температура в течение суток колеблется от +15 °C до +25 °C круглый год. Город часто в шутку называют «самый южный курорт Северного моря».
Взаимодействием воздушных масс на границе холодного океана и раскалённой пустыни объясняется уникальный климат города, который одновременно сочетает в себе черты морского и пустынного. Хотя осадков в год выпадает не более 20 мм, часты сильные туманы, влажность воздуха в ночное время крайне велика. Местная флора и фауна приспособились к этим необычным условиям, и большую часть необходимой им воды добывают из росы или прямо из воздуха.
Несмотря на комфортную температуру в течение всего года, туристам не следует забывать о невыносимо сухом воздухе, холодной воде в океане и высоком уровне инсоляции.
| Показатель                    | Янв. | Фев. | Март | Апр. | Май  | Июнь | Июль | Авг. | Сен. | Окт. | Нояб. | Дек. | Год  |
| ----------------------------- | ---- | ---- | ---- | ---- | ---- | ---- | ---- | ---- | ---- | ---- | ----- | ---- | ---- |
| Средний суточный максимум, °C | 20   | 21   | 20   | 18   | 18   | 20   | 18   | 16   | 16   | 16   | 18    | 18,3 | 17   |
| Средняя температура, °C       | 17,5 | 18,5 | 17,5 | 15,5 | 14,5 | 15,5 | 13,5 | 12,5 | 13,0 | 13,5 | 15,5  | 16,5 | 15,3 |
| Средний суточный минимум, °C  | 15   | 16   | 15   | 13   | 11   | 11   | 9    | 9    | 10   | 11   | 13    | 12,3 | 13   |
| Норма осадков, мм             | 2    | 2    | 6    | 1    | 0    | 1    | 0    | 0    | 0    | 0    | 1     | 0    | 13   |
| Температура воды, °C          | 15   | 16   | 17   | 16   | 15   | 14   | 14   | 13   | 12   | 13   | 14    | 15   | 14,5 |
| Источник: World Climate       |      |      |      |      |      |      |      |      |      |      |       |      |      |

## Туризм

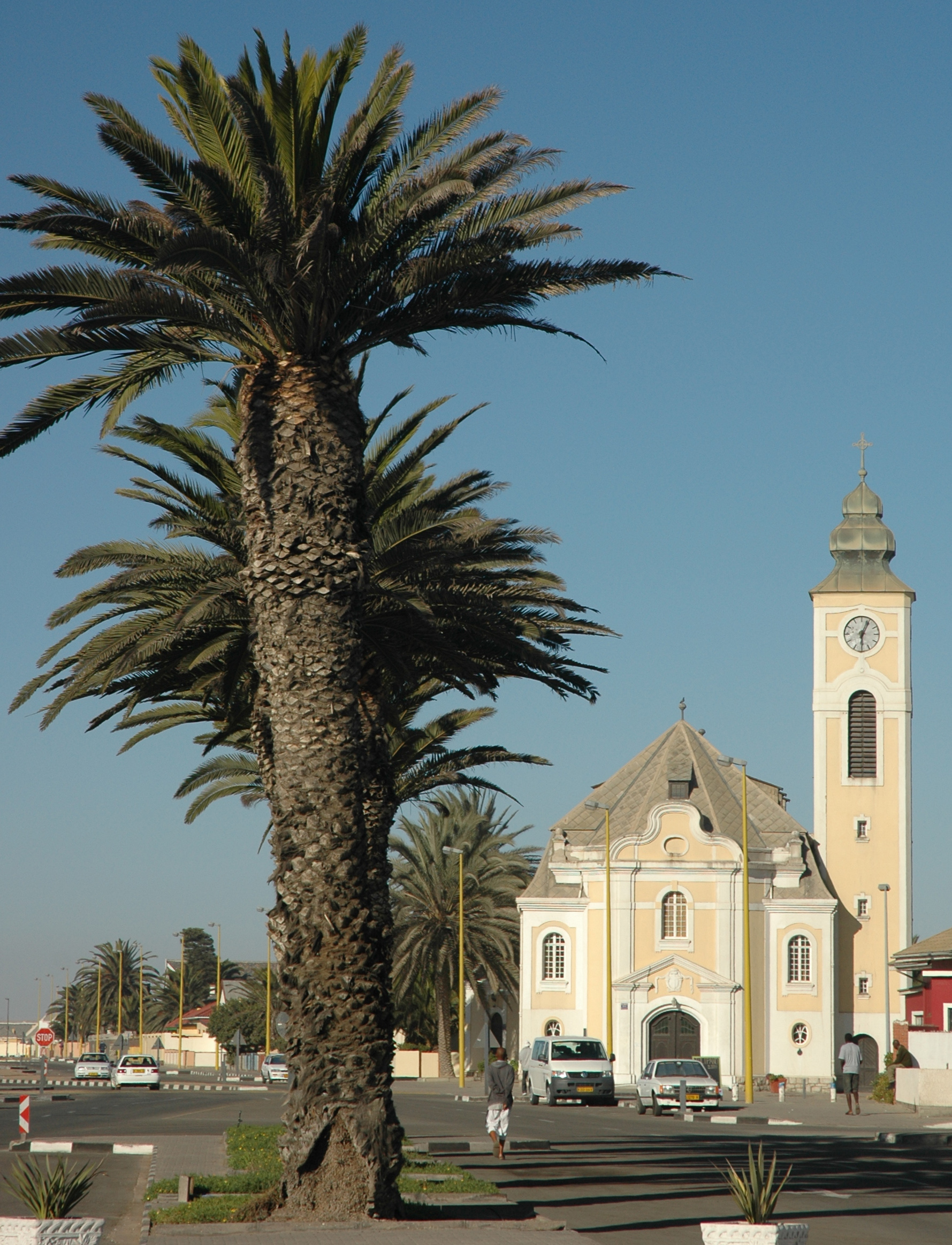
Лютеранская церковь

Туризм, наряду с рыболовством, является основой экономики города. Большинство туристов составляют европейцы, посещающие Свакопмунд в рамках поездки по ЮАР, а также белые южноафриканцы (Свакопмунд связан ежедневными прямыми авиарейсами с Кейптауном и Йоханнесбургом).
Помимо океана и комфортного климата, туристов привлекают величественные и необычные пейзажи пустыни Намиб и Берега Скелетов. В городе находятся несколько туристических фирм, предлагающих гостям гонки по пустыне на квадроциклах, полёты на дельтапланах, морские экскурсии к колониям котиков и пингвинов, автомобильные поездки на Берег Скелетов.
В самом городе во многом сохранилась атмосфера колониальных времён, множество зданий, построенных германской администрацией, сохранились до наших дней. Так же весьма интересна местная кухня, где традиционные немецкие блюда готовятся из африканских продуктов.
Южноафриканский рэнд принимается повсюду в качестве платёжного средства наряду с местной валютой по твёрдому курсу 1:1.

## Транспорт
В Свакопмунде имеется небольшой муниципальный аэропорт, но регулярные рейсы выполняются из расположенного в 30 километрах к югу аэропорта Уолфиш-Бей (IATA: WVB, ICAO: FYWB). Из аэропорта совершаются полёты в Виндхук, Йоханнесбург и Кейптаун.
Свакопмунд связан с Виндхуком железнодорожной линией, по которой дважды в неделю ходит туристический поезд.
Город соединяет с остальной страной сеть грунтовых дорог. Благодаря сухому климату пустыни Намиб дороги не разрушаются осадками и позволяют поддерживать скорость движения свыше 100 км/ч.

## Достопримечательности
- Городской музей Свакопмунда

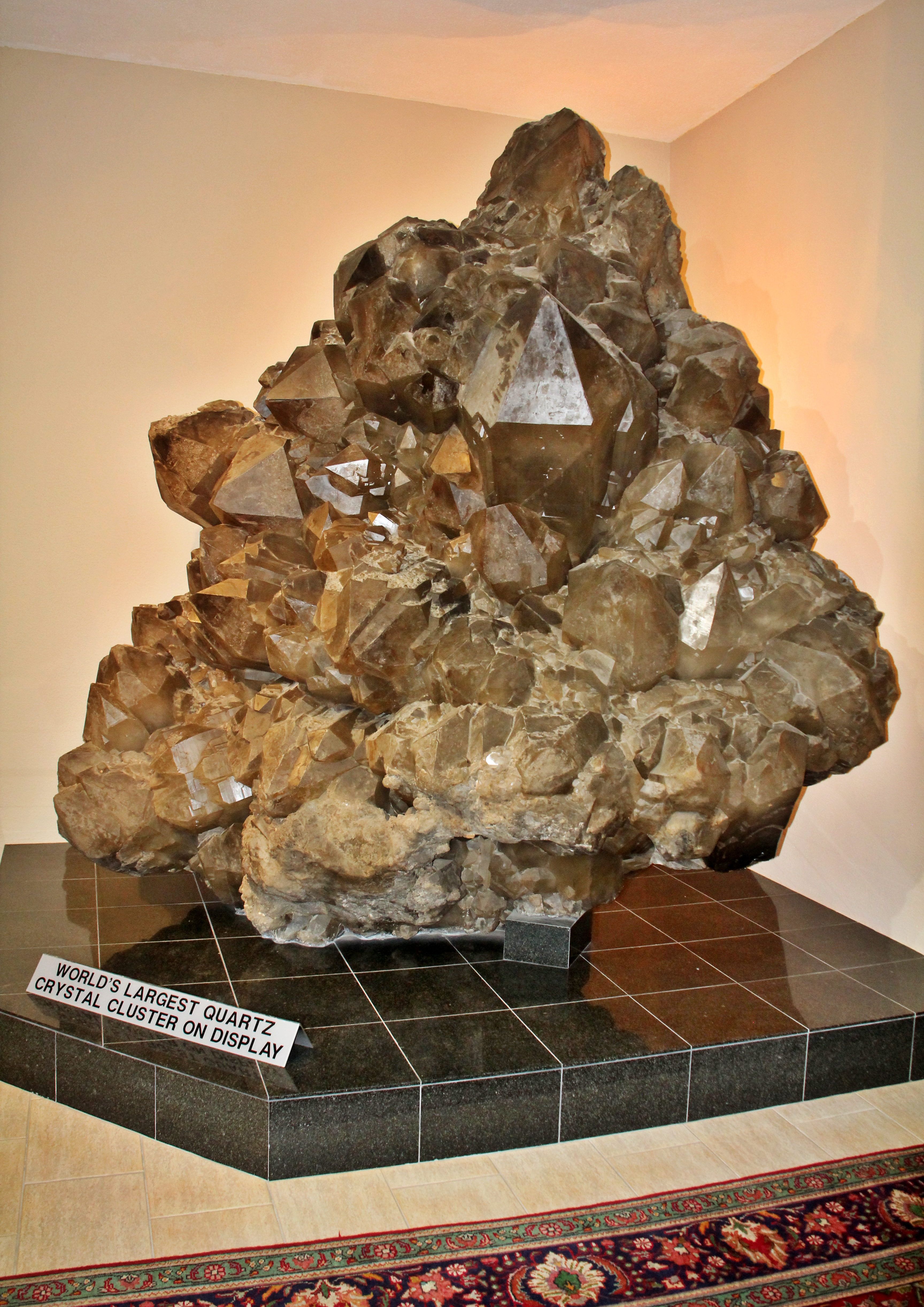
Самый большой в мире кристалл кварца (Городской музей Свакопмунда)

- Шахта Рёссинг, крупнейший в мире урановый рудник, находящийся в 70 километрах восточнее Свакопмунда
- Лунный пейзаж в долине реки Свакоп
- Пустыня Намиб

## Города-побратимы
- Шарм-эш-Шейх
- Уолфиш-Бей
- Окакарара